# ثاديوس كولمان
ثاديوس كولمان (بالإنجليزية: Thaddeus Coleman)‏ هو لاعب كرة قدم كندية أمريكي، ولد في 20 يونيو 1985.